# Netelia morleyi
Netelia morleyi là một loài tò vò trong họ Ichneumonidae.